# Бети
Вижте пояснителната страница за други значения на Бета.
Бетите (Betta) са род дребни тропически риби, широко отглеждани като декоративни. Акваристите ги наричат Бойни рибки, заради агресивното им поведение. Достигат дължина до 5 – 7 cm. Оцветяването може да бъде доста пъстро.

## Разпространение
Разпространена в Тайланд, някои части на Китай, полуостров Индокитай и Малака, о-в Калимантан, Суматра и Ява. Обитават богати на растителност ручеи, малки рекички, а също и блатисти водоеми.

## Размножаване
След хвърлянето на хайвера женската се отделя, а мъжкият остава да пази хайвера до излюпването му и се маха след проплуването на малките. Инкубационен период на хайвера е 3 – 4 денонощия. Малките могат да плуват след 5 – 10 денонощия.
При отглеждане в аквариум, нивото на водата трябва да се понижи с 10-12 cm, за да могат личинките да поемат кислород. Малките рибки се хранят със зоопланктон или малко сварен жълтък, разбит в кафена лъжичка с вода.

## История и отглеждане
Бетите са много символични риби, и още в древен Китай се смятали за рибите на късмета и спокойствието. По-късно те се смятали са фън-шуй риби. Те извличат кислород от въздуха, чрез орган наречен лабиринт и нямат нужда от помпа при отглеждането и развъждането.
Най-често срещани са сините и червените, но напоследък акваристите открили и други видове, като черно-жълти, червено-сини и бели.